# 仙台保健福祉専門学校
専門学校仙台総合医療大学校（せんもんがっこうせんだいそうごういりょうだいがっこう）とは、宮城県仙台市泉区の泉パークタウンにある、医療の専門学校。
キャンパスは宮城県道264号大衡仙台線に面しており、周辺には宮城大学や宮城県図書館、そして企業あるいは産学官連携の研究所などが集積している。

## 沿革
- 1995年（平成7年）4月 - 仙台福祉専門学校として開校[1]。
- 2007年（平成19年）4月 - 校舎を泉パークタウン内へ移転。同時に校名を仙台保健福祉専門学校に変更[1]。
- 2024年（令和6年）4月 - 校名を専門学校仙台総合医療大学校に変更[2]。

## 学科
- 理学療法科
- 作業療法科
- 言語聴覚科
- 歯科衛生科

## 関連人物
- 学校長 眞栁秀昭（歯学博士、東北大学名誉教授）[3]

## 系列校
- 仙台総合ビジネス公務員専門学校
- 専門学校デジタルアーツ仙台
- 専門学校デジタルアーツ東京
- 仙台総合ペット専門学校
- こどもの国幼稚園
- 鶴ヶ谷幼稚園
- 鶴ヶ谷マードレ保育園
- 至誠館大学